# Sodhi
Sodhi est une caste appartenant elle-même à la caste des kshatriya ou khatri, la caste des guerriers. Cet ensemble a un intérêt tout particulier dans le sikhisme car sept des dix Gurus fondateurs de cette religion en sont issus; de Guru Ram Das jusqu'à Guru Gobind Singh. Ce dernier, dans sa composition Bachitar Natak, explique que cette sous-division provient du fils du Dieu hindou Rāma, Lava.